# Paul Cauchie

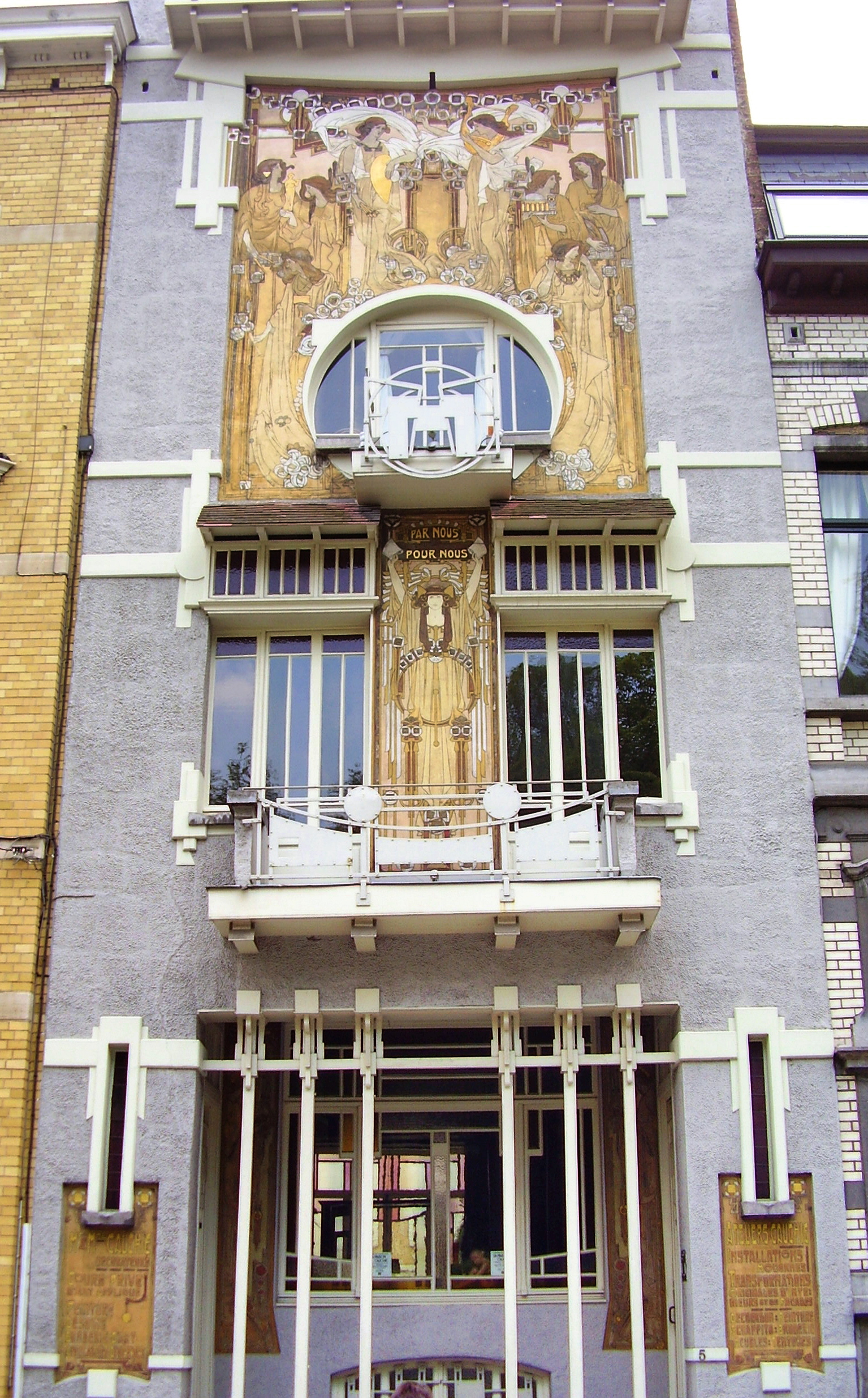
Casa Cauchie – Etterbeek, 1905

Paul Cauchie (Ath, 7 de enero de 1875 - Etterbeek, 1 de septiembre de 1952) fue un arquitecto, pintor y decorador belga.
Fue una de las principales figuras del modernismo en Bélgica. Su estilo arquitectónico, al contrario que los de Victor Horta o Paul Hankar, que utilizaban  hierro forjado y piedra para sugerir volutas vegetales, se caracteriza por un rigor geométrico compensado por la riqueza de las decoraciones pictóricas.

## Elementos biográficos

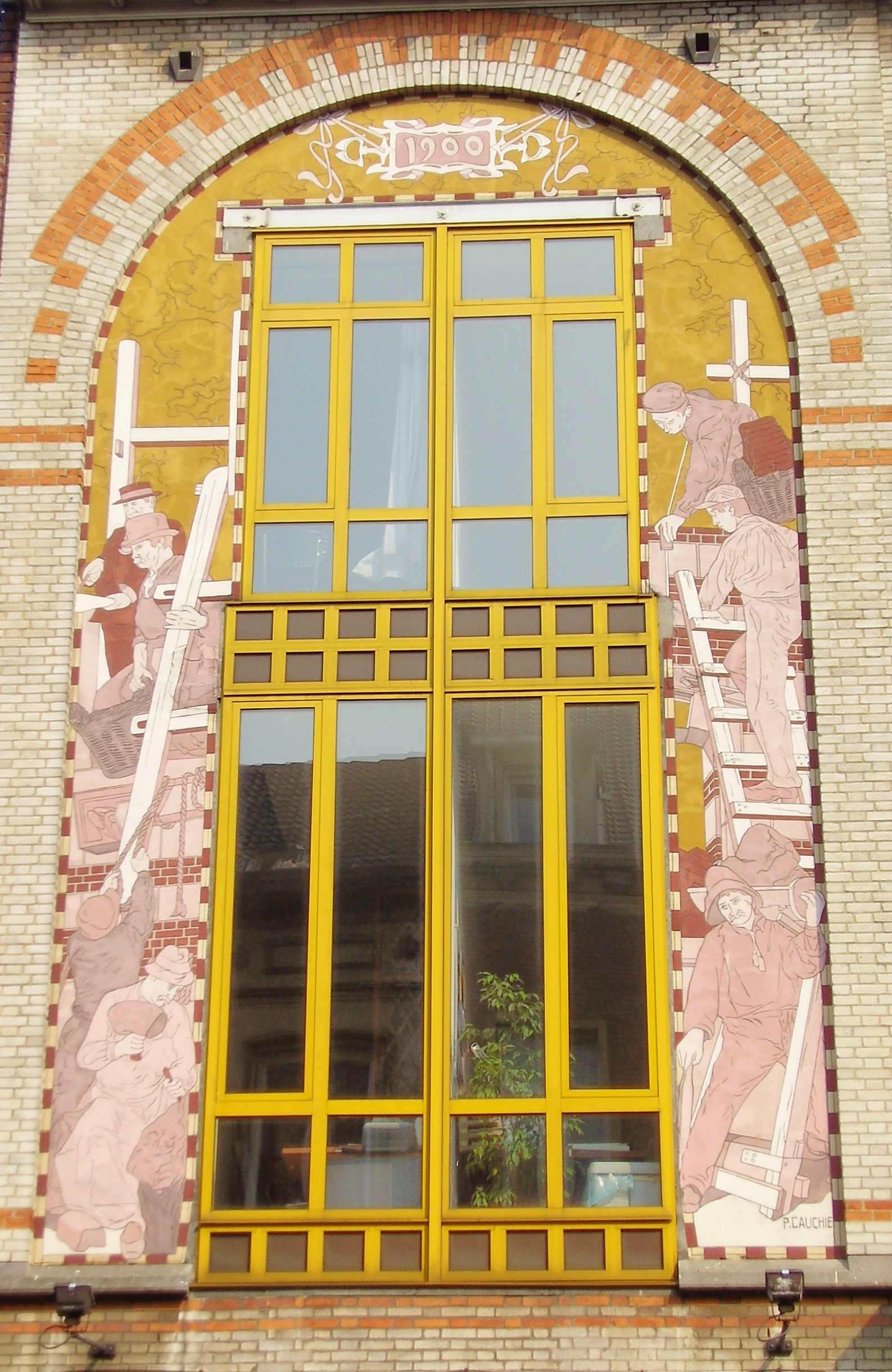
Esgrafiado de Paul Cauchie, rue Malibran - Ixelles 1900

El hecho de que Paul Cauchie abandonara la academia de bellas artes de Amberes tras dos años de estudios (1891-1893) para seguir los cursos de pintura de Constant Montald en Bruselas (1893-1898), indica sin duda madurez en su vocación. Tenía 18 años y se sentía mucho más próximo de la pintura que de los diseños de arquitectura. También estudia en la Academia Real de Bellas Artes de Bruselas, donde tiene como condiscípulo a  Gabriel van Dievoet. Sin duda, le seduce la efervescencia que reina en el mundo de la pintura contemporánea.
De hecho, su obra arquitectónica es de las más reducidas: tres casas-taller en Bruselas, dos casas adosadas en la costa belga, así como una villa, «villa Dageraad» (villa Aurora) en Eeklo, hoy catalogada. Amigo del arquitecto Édouard Frankinet, es notable la importancia y la influencia de este último sobre la arquitectura de Cauchie.
Por el contrario, dedica todo su esfuerzo a la decoración de fachadas y, en concreto, a la técnica del esgrafiado, recuperada por el movimiento art nouveau, de la que es el artesano más talentoso y prolífico de Bélgica.
Durante la segunda mitad de su vida, Paul Cauchie trabaja mucho en Holanda, donde decora y amuebla pequeñas casas prefabricadas. Está enterrado con su esposa Lina en el cementerio de Wezembeek-Ophem.

## Maestro del esgrafiado

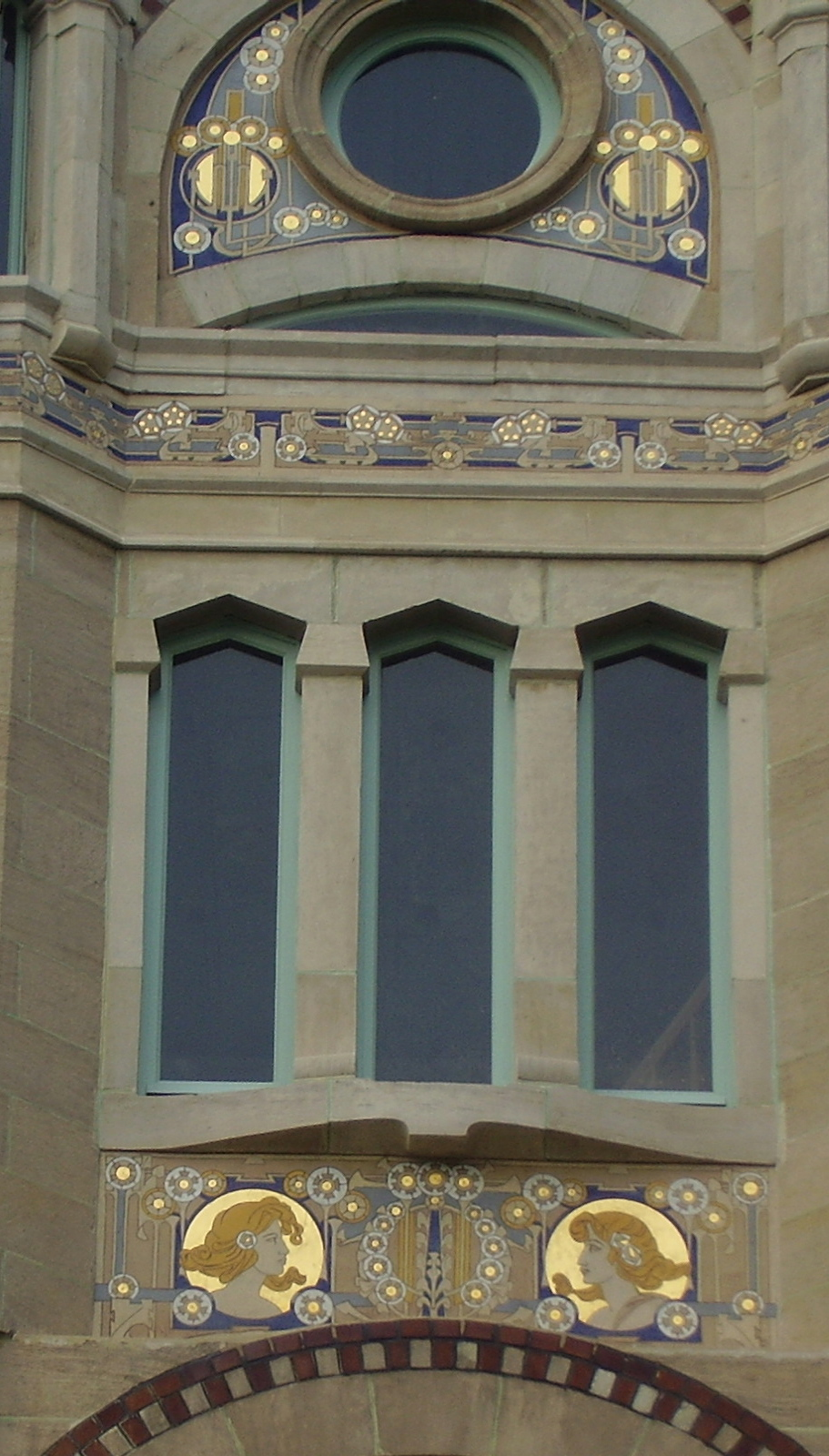
Esgrafiado de Paul Cauchie, casa Delune - Bruselas 1904

Paul Cauchie fue un maestro pionero en el renacimiento de la técnica del esgrafiado en el siglo XIX. El esgrafiado es una técnica cuya práctica se remonta a la antigüedad, que consiste en elaborar un fresco mural decorativo raspando una fina capa de mortero de color. Cauchie, además de enseñar esta técnica, la utilizó numerosas obras, como el friso del museo de bellas artes de Gante, los elegantes motivos de la casa Delune, los del antiguo almacén Delhaize o el paramento de una casa modernista en la avenida Malibran (Ixelles).
Su obra más conocida es la casa Cauchie, construida en 1905 para servir de vivienda y taller a Paul Cauchie y a su esposa Caroline Voets, pintora de talento apodada Lina. Considerada hoy una de las más bellas obras del modernismo en Bruselas, la casa contiene múltiples creaciones de la pareja: pinturas murales, decoraciones, bordados, muebles, lámparas y esgrafiados. 
Tras la desaparición de la pareja, se recubrieron los frescos con papel pintado, y se destruyó parte del mobiliario. Después, la casa quedó abandonada, sufriendo una seria degradación. En 1971, los herederos presentaron una demanda de demolición. Salvada en el último momento y después clasificada, fue adquirida en 1980 por Léo y Guy Dessicy, que llevaron a cabo su larga y difícil restauración. Tras pensar en instalar en la casa el museo de Tintín con el beneplácito de Hergé,  Guy Dessicy funda finalmente el Centro belga del cómic, ubicado desde 1989 en los antiguos almacenes Waucquez. 
En la actualidad, la casa Cauchie alberga una sala de exposición en la planta baja y el antiguo taller.

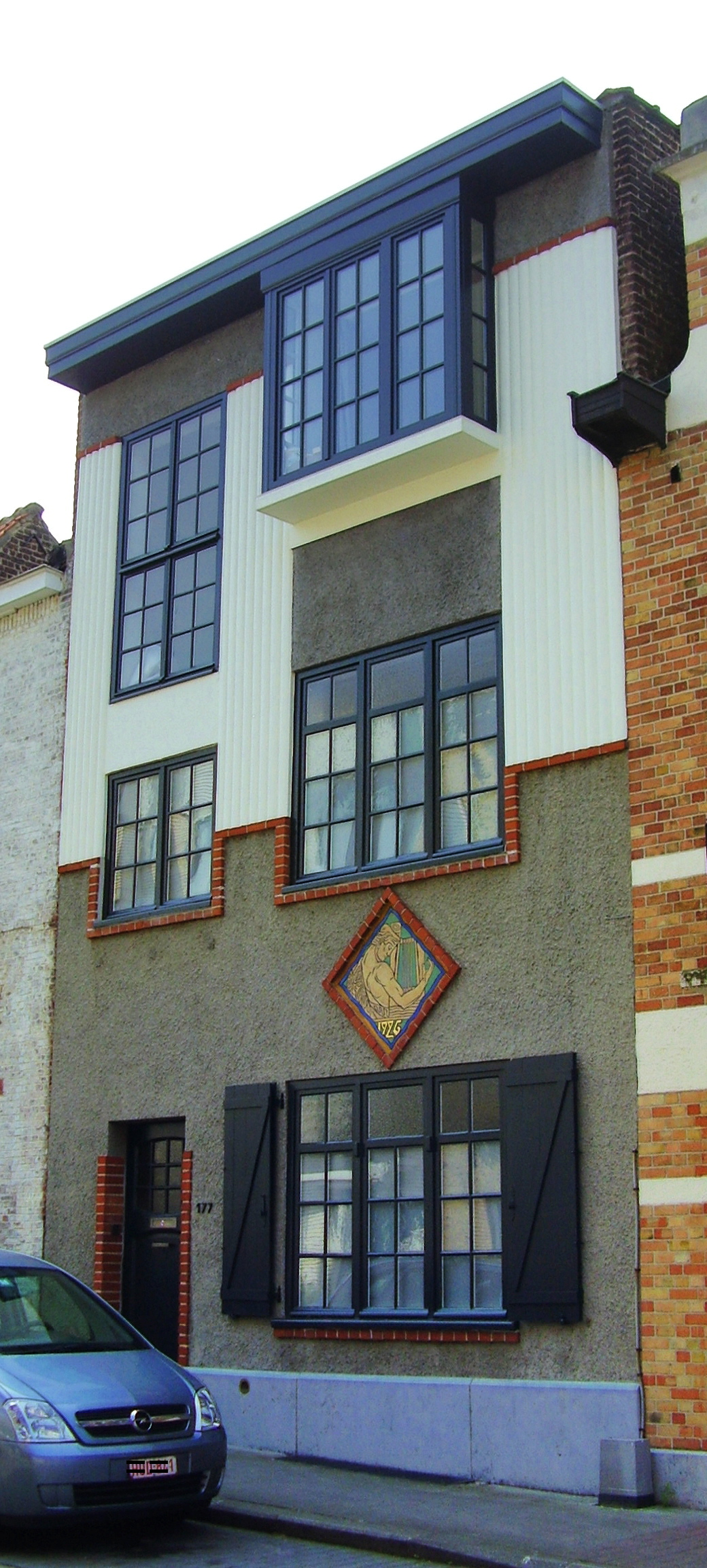
Casa en rue de la Cambre - Woluwe-Saint-Pierre (1926)

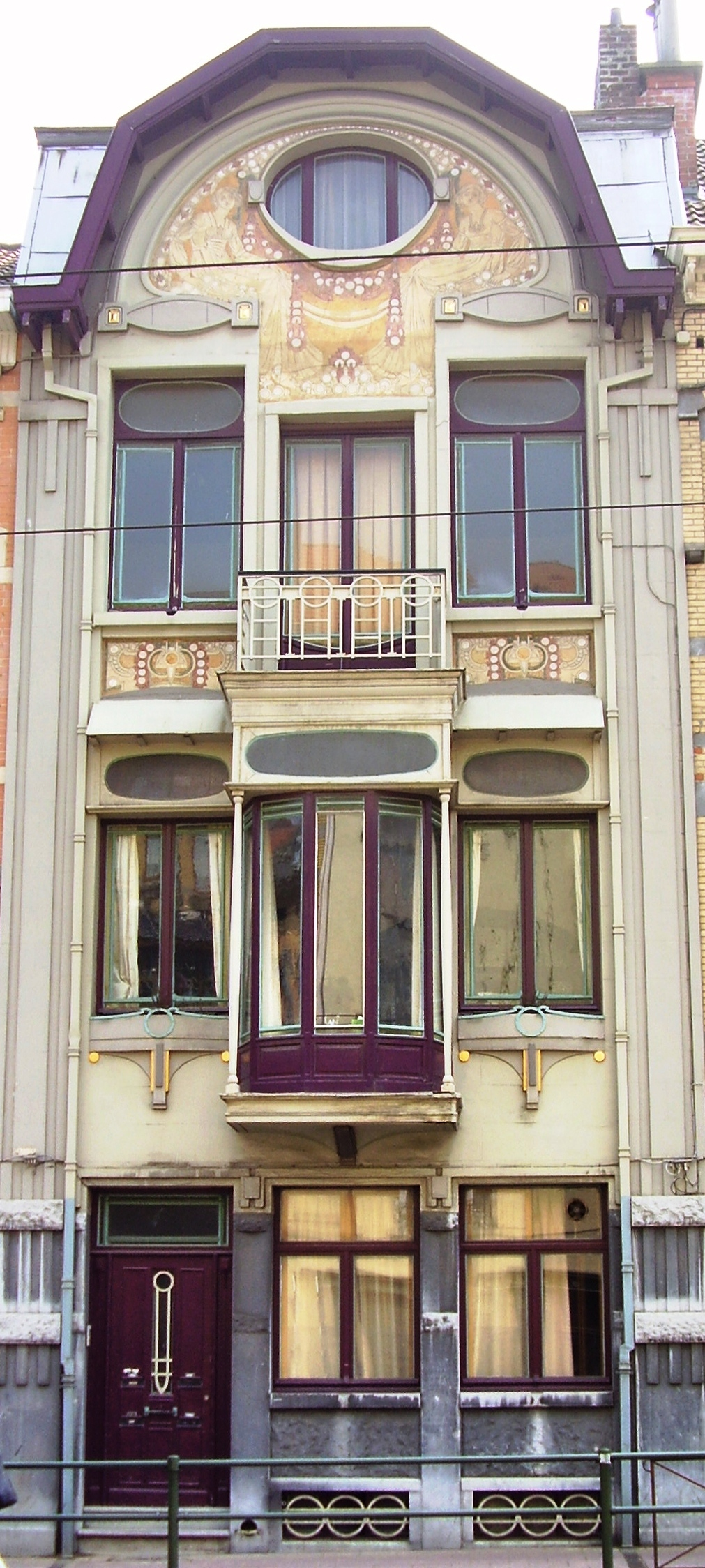
Casa en av. de la Chasse - Etterbeek (1912)

## Algunas obras

### Arquitectura
- Casa Cauchie, rue des Francs, 5 en Etterbeek (1905)
- Casa con taller, avenue de la Chasse, 141 en Etterbeek (1912)
- Villas adosadas "La Bella" y "La Nueva" en Duinbergen (1914)
- Casa con taller, rue de la Cambre, 177 en Woluwe-Saint-Pierre (1926). Este esgrafiado fue restaurado por Christian de Castellane.
- Villa Dageraad, chaussée de Gand, 28, en Eeklo (1909)

### Esgrafiados
Cauchie no solía firmar sus obras, si bien lo hizo en ciudades como Charleroi, Namur, Dinant, Huy... Algunas se distinguen fácilmente por los trazos de los rostros femeninos y sus características rosas.
- Casas rue de la Montagne, 38, rue de Marcinelle, 5, boulevard Janson, 29 y rue Bernus en Charleroi
- Antiguo Círculo artístico de Huy
- Casas de place de la Gare en Jambes y rue de Dave en Namur
- Casa de Frankinet en Dinant
- Casa en Ciney
- Casa del Pueblo en Pâturage (Colfontaine)
- Esquina de un inmueble comercial en rue longue-vie, 1050 Bruselas- esgrafiados restarurados por Monique Cordier
- Casa Delune, avenue Franklin Roosevelt, 86 en Bruselas (1904)
- Almacén de los establecimientos Delhaize, place des Armateurs en Bruselas (1912)
- Taller de un empresario en rue Malibran en Bruselas (cerca de Flagey)
- Varias casas en Avenue Sleeckx en Schaerbeek
- «Villa Dageraad» («Villa Aurora»), chaussée de Gand en Eeklo
- Genval : 96 av des Combattants
- Pérulwez , rue Flament